# Dil Kabaddi
Dil Kabaddi (hindi: दिल कबड्डी) – bollywoodzki komediodramat małżeński wyreżyserowany w 2008 roku przez debiutanta Anila Sharmę. W rolach głównych Irrfan Khan, Rahul Bose, Konkona Sen Sharma, Soha Ali Khan, Payal Rohatgi i Rahul Khanna.

## Fabuła
Dwie zaprzyjaźnione ze sobą pary małżeństw. Simi, edytor w wydawnictwie (Konkona Sen Sharma) i Rishi, wykładowca scenopisarstwa (Rahul Bose) zapraszają do siebie Samita (Irrfan Khan) i Mitę (Soha Ali Khan). Samit i Mita mają dla nich wiadomość. W najbliższym czasie między nimi wiele się zmieni. Ucieszeni Simi i Rishi spodziewają się wieści o dziecku, a dowiadują się, że ich przyjaciele zdecydowali się rozstać. Mija pewien czas. Samit cieszy się życiem w związku z trenerką aerobicu Kayą (Payal Rothatgi). Smak tej więzi nadaje ciągłe szukanie urozmaiceń w łączącym ich seksie. Zgorszony tym Rishi uświadamia sobie, jak bardzo w jego 4-letnim małżeństwie z Simi brakuje mu zmysłowej dzikości. Coraz więcej uwagi poświęca swej studentce Raadze (Saba Azaad). A Simi tęsknym okiem wodzi za romantycznym Veerem (Rahul Khanna), którego zapoznaje z osamotnioną Mitą.

## Obsada
- Irrfan Khan jako Samit
- Rahul Bose jako Rishi
- Rahul Khanna jako Veer
- Konkona Sen Sharma jako Simi
- Soha Ali Khan jako Mita
- Payal Rohatgi jako Kaya
- Saba Azad jako Raga

## Piosenki
1. Ehsaan Itna Sa (Soha i Rahul)
2. Zindagi Ye (Rahat Fateh Ali Khan)
3. Di Kabaddi (Konkona, Rahul, Irrfan, Soha)
4. Nasha Nashila (Azaad, Rahul Bose)